# スィノプ
スィノプ（トルコ語: Sinop）または、シノーペー（ギリシア語: Σινώπη Sinṓpē）は、トルコ北部のスィノプ県の県都である。古代にはパフラゴニア地方にあたる地域であり、歴史的にはシノーペーとして知られている。シノプ、
シノップ、シノペ、シノーペ。古代名はシヌワ（Sinuwa）であり、イスラーム世界の学者・旅行家は町をサヌーブ、シナーブ、シーヌーブと呼んだ。
観光業や小規模な漁業、造船業が営まれ、タバコ、木材などを移出する港湾都市である。町を東西に走るジュムフリエット通りとサカルヤ通り、サカルヤ通りの東端から南に延びるアタテュルク通りが町の大通りになっている。

## 歴史

### 古代・中世
スィノプ周辺の地域では青銅器時代初期から人類が生活していたが、町そのものの起源は明確になっていない。メソポタミア、キリキアから訪れた隊商の交易拠点となっていた。
キンメリア人によって町が破壊された後、紀元前8世紀にミレトスからの入植者が町を再建した。ギリシャの地理学者ストラボンは、神話の英雄イアーソーンが率いるアルゴナウタイがシノーペーを発見した伝承を紹介している。黒海・アナトリア半島内陸部・メソポタミア地方を結ぶ交易地として、シノーペーの町は繁栄した。シノーペーではポントス山脈に茂る森林から取れる木材を利用した造船業が発達し、イオニアはシノーペーを拠点としてトラペズス（トレビゾンド、現在のトラブゾン）などの新たな植民都市を建設した。
紀元前2世紀になるとポントス王国の首都となり、サムスンと並ぶ拠点となる。ミトリダテス6世の治世にシノーペーは全盛期を迎え、ミトリダテス6世の生地であるシノーペーには神殿や造船所が建設されたが、ポントスが共和政ローマの執政官ルキウス・リキニウス・ルクッルスに敗れると町もローマの影響下に置かれる。紀元前47年にローマによって征服され、ユリウス・カエサルがこの地にコローニア・ユリア・フェリックス(Colonia Iulia Felix)という植民市を建設した。ローマ時代にはクリミア半島との交易で繁栄したが、サムスンと比べて内陸部との交通の便で劣るため、繁栄の度合いもサムスンに次ぐものであった。
ローマ帝国の東西分裂後、シノーペーは東ローマ帝国（ビザンツ帝国）領となった。東ローマ時代でもスィノプは商業都市としての性質を保ち続け、セルジューク朝がアナトリア半島に進出した後もビザンツ領として残っていた。1204年の第4回十字軍によってコンスタンティノープルが陥落すると、トレビゾンド帝国の領土となり、1214年にルーム・セルジューク朝のカイカーウス1世に征服された。町にはルーム・セルジュークの軍隊が駐屯し、キリスト教の教会はイスラームのモスク（寺院）に改築される。こののち1254年にトレビゾンド帝国が一度スィノプを奪還することに成功する。
13世紀半ばにルーム・セルジューク朝が衰退するとスィノプの町はイルハン朝の影響下に入り、1265年にイルハン朝の君主アバカはルーム・セルジュークの宰相ムイーン・アッディーン・スライマーンにスィノプの支配権を与えた。14世紀初頭のルーム・セルジューク朝の滅亡後、イルハン朝はガーズィー・チェレビーにスィノプの統治を委任し、この地にベイリク国家のペルヴァーネ侯国が成立した。1322年ごろ、ジャンダル侯国（イスフェンディヤール侯国）がスィノプを征服し、ジャンダル侯国の首都とされた。1340年に旅行家イブン・バットゥータがスィノプの町を訪れ、キリスト教区の居住区や大モスク（アラエッディン・モスク）について書き残した。ジャンダル侯国はスィノプを拠点としてオスマン帝国への抗戦を続けたが、1461年にメフメト2世によってジャンダル侯国とスィノプはオスマン帝国に併合される。13世紀、14世紀のスィノプはイズニク、ブルサに繋がる交易の拠点として重要視され、1351年よりジェノヴァ共和国の領事館が置かれた。

### オスマン帝国時代以降

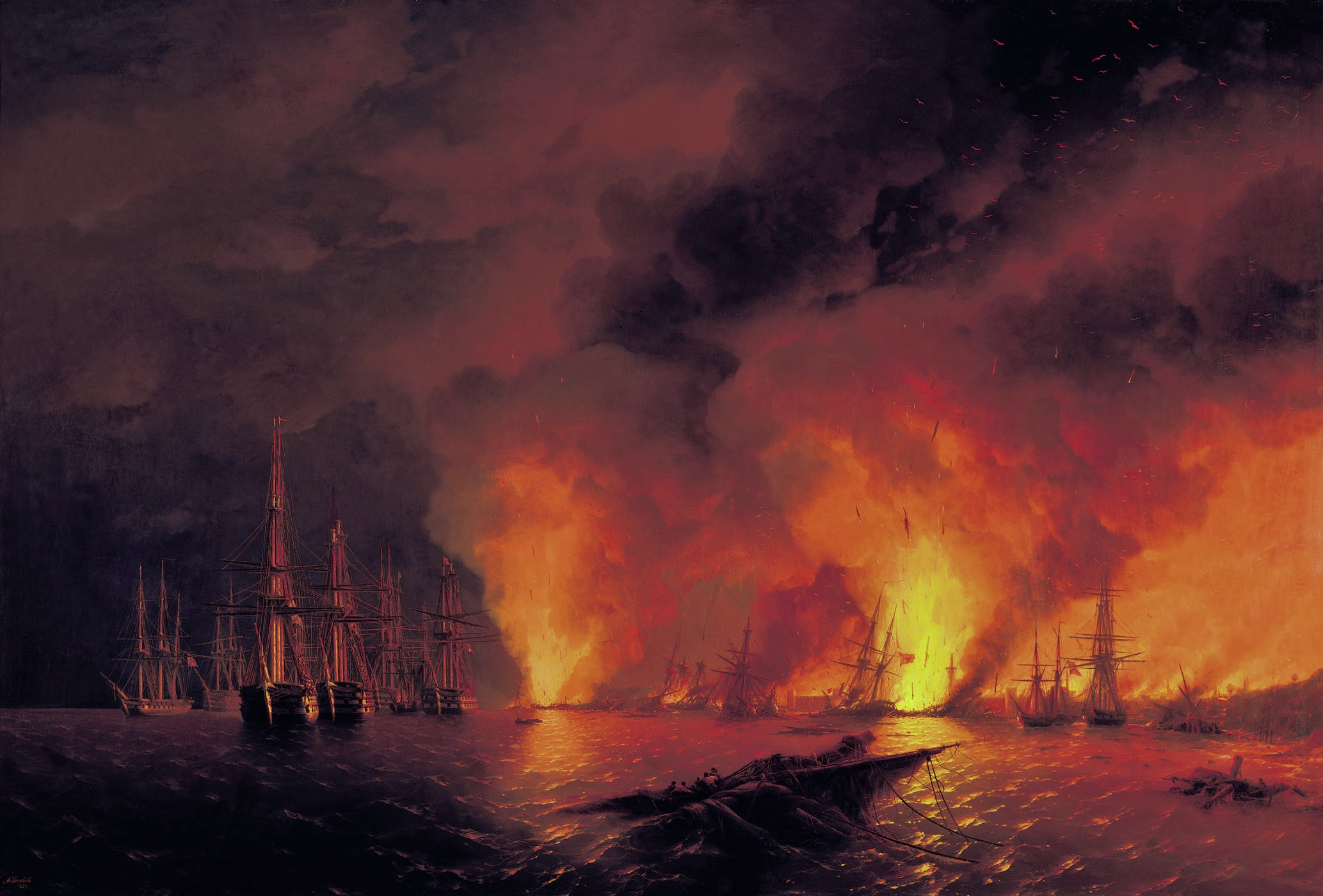
イヴァン・アイヴァゾフスキー「スィノプの海戦」1853年作

オスマン帝国統治下のスィノプは、アナトリア半島有数の交易・造船業の拠点として繁栄した。17世紀初頭には、スィノプはしばしばコサックの攻撃を受け、防備が強化された。1853年11月のクリミア戦争の初期には、スィノプで海戦が行われ、ロシア帝国のパーヴェル・ナヒーモフがオスマン帝国のフリゲート艦隊を沈没させた。また、ロシア艦隊の砲撃によって町の正教徒の居住区は大きな損害を受けた。このことはイギリスとフランスがロシアに宣戦するきっかけとなった。
第一次世界大戦後、スィノプでは黒海沿岸部にポントス共和国の建設を目指すギリシャ人が活動していた。1919年9月にはイギリス軍によって町が一時的に占領される。20世紀半ばにカスタモヌとサムスンに向かう幹線道路が開設されてから、スィノプの復興が始まる。1959年から港湾の整備が開始されたが、ゾングルダクやサムスンに比べて港湾都市としての機能は低いものとなっている。冷戦期、対ソ連情報収集などを行うアメリカ軍基地が置かれていた。大規模ガラス工場があったが、1990年代後半に閉鎖された。

## 経済
農林水産業がスィノプの中心産業となっており、穀物、トウモロコシ、タバコの栽培、漁業が盛んに行われている。南のポントス山地では林業が行われているが、オスマン帝国が動乱期を迎えた19世紀には山地の森林が乱伐され、軍艦の建造、首都イスタンブールへの供給に充てられた。二次産業は町で収穫された産品の加工業が主流であり、製粉、精米、魚粉・魚油・乳製品の製造が行われている。2009年に選挙で反原発を掲げた市長が就任したが、トルコで2番目となる原子力発電所としてスィノプ原子力発電所を建設する計画が進行している。
オスマン帝国の統治時代は、金銀細工の手工業が町の主産業となっていた。

## 地理・気候
アナトリア最北端のインジェ岬から北に突き出たボズテペ半島（スィノプ半島）中央部の幅300mほどの地峡に、スィノプの街区は位置する。街区は東西に広がり、南北を海に囲まれている。北側の港には風が吹き付けているが、南側の港は半島が防風壁となっているために風が遮られ、古くから良港として知られている。
町のすぐ南にはポントス山脈が屹立しているため後背地が無く、ポントス山脈はスィノプとアナトリア内陸部の交通の障害となっている。サムスン、トラブゾンなどの他のアナトリア北部の都市に比べてスィノプは内陸部との交通が不便な場所に位置しており、19世紀の乱伐によって森林資源が激減した後は港湾都市としての機能が低下した。第一次世界大戦後、アナトリア東部への赴任を命じられたケマル・アタテュルクは当初スィノプへの上陸を予定していたが、スィノプの交通の便の悪さを知って上陸先をサムスンに変更し、列強諸国への抵抗運動を展開した。
| スィノプの気候                                    | スィノプの気候 | スィノプの気候 | スィノプの気候 | スィノプの気候 | スィノプの気候 | スィノプの気候 | スィノプの気候 | スィノプの気候 | スィノプの気候 | スィノプの気候 | スィノプの気候 | スィノプの気候 | スィノプの気候 |
| 月                                                | 1月            | 2月            | 3月            | 4月            | 5月            | 6月            | 7月            | 8月            | 9月            | 10月           | 11月           | 12月           | 年             |
| ------------------------------------------------- | -------------- | -------------- | -------------- | -------------- | -------------- | -------------- | -------------- | -------------- | -------------- | -------------- | -------------- | -------------- | -------------- |
| 平均最高気温 °C （°F）                            | 9.5 (49.1)     | 9.3 (48.7)     | 10.6 (51.1)    | 14.2 (57.6)    | 18.3 (64.9)    | 23.2 (73.8)    | 26.0 (78.8)    | 26.5 (79.7)    | 23.2 (73.8)    | 19.2 (66.6)    | 15.1 (59.2)    | 11.7 (53.1)    | 17.23 (63.03)  |
| 平均最低気温 °C （°F）                            | 4.6 (40.3)     | 4.0 (39.2)     | 5.2 (41.4)     | 8.1 (46.6)     | 12.2 (54)      | 16.8 (62.2)    | 19.9 (67.8)    | 20.4 (68.7)    | 17.3 (63.1)    | 13.6 (56.5)    | 9.5 (49.1)     | 6.6 (43.9)     | 11.52 (52.73)  |
| 降水量 mm （inch）                                | 71.2 (2.803)   | 49.2 (1.937)   | 49.3 (1.941)   | 37.7 (1.484)   | 33.1 (1.303)   | 36.3 (1.429)   | 37.3 (1.469)   | 41.1 (1.618)   | 65.0 (2.559)   | 94.2 (3.709)   | 85.0 (3.346)   | 82.8 (3.26)    | 682.2 (26.858) |
| 平均降雨日数                                      | 15.0           | 12.9           | 13.2           | 11.8           | 9.9            | 8.8            | 5.9            | 6.5            | 8.8            | 12.6           | 12.5           | 15.6           | 133.5          |
| % 湿度                                            | 68             | 68             | 73             | 75             | 76             | 74             | 74             | 67             | 71             | 71             | 68             | 68             | 71.1           |
| 平均月間日照時間                                  | 71.3           | 86.8           | 127.1          | 153            | 207.7          | 264            | 291.4          | 263.5          | 207            | 145.7          | 96             | 68.2           | 1,981.7        |
| 出典1：Sinop Turkish State Meteorological Service |                |                |                |                |                |                |                |                |                |                |                |                |                |
| 出典2：Weatherbase                                |                |                |                |                |                |                |                |                |                |                |                |                |                |

## 観光

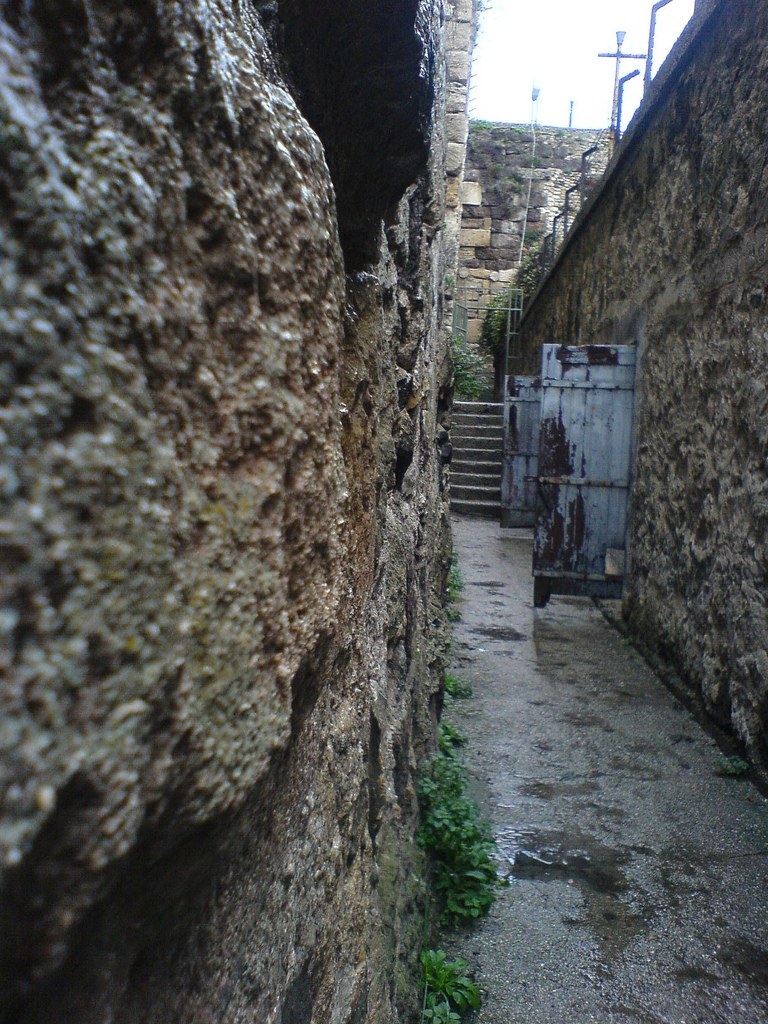
旧刑務所民俗博物館

ミレトス人によって建設され、後世に成立した国家によって修復と改築が重ねられた城塞が代表的な観光名所として知られている。海岸沿いに立てられた城壁は全長約2053m、高さ25-53m、幅3mの規模を持ち、階段から城壁の上に登って町の景色と黒海を見渡すこともできる。内城に存在していた旧造船所は旧刑務所民俗博物館に姿を変えたが、1877年から1997年まで刑務所として使用されていた。

### 他の観光地
- アラエッディン・モスク - ルーム・セルジューク朝の君主カイクバード1世の治世に建設が始まり、1267年に完成した。モスクの名前は、彼にちなむ。アラエッディン・モスクのミンバルの美しさに惹かれたスレイマン1世はミンバルをイスタンブールのスレイマニエ・モスクに運ぼうとしたが、運搬の段階でミンバルが破損したために計画は中止されたという[4]。
- スィノプ県農村支援連合郷土手工芸販売所
- スィノプ考古学博物館

## 著名な出身者
- ミトリダテス6世 - ポントス王国の王
- ディオゲネス - 古代ギリシャの哲学者
- マルキオン
- ネジメッティン・エルバカン